# Вл. Гаков
Вл. Га́ков (настоящее имя — Михаи́л Андре́евич Ковальчу́к; 8 февраля 1951, Казань) — российский публицист, переводчик и критик фантастики.

## Биография Гакова
Родился в Казани. Окончил Московский государственный университет по специальности «Теоретическая физика». Возглавлял Клуб любителей фантастики МГУ. Работал в различных физических НИИ и редакции журнала «Наука и религия». Состоял членом Совета по приключенческой литературе Союза писателей СССР. С 1984 по 1990 год — член Союза журналистов СССР. С 1989 года — профессиональный литератор. В 1990 году читал курс лекций по фантастике в Центральном мичиганском университете в Маунт-Плезанте (США), а затем — в двух московских университетах.

## История псевдонима
Первоначально под псевдонимом Владимир Гаков печаталось три автора: Владимир Гопман, Андрей Гаврилов и Михаил Ковальчук, однако затем псевдоним Вл. Гаков закрепился сольно за Михаилом Ковальчуком. Ковальчук также печатался под псевдонимами Михаил Андреев, Михаил Ковалёв, Бор. Багаляк.

## Творчество
Как критик фантастики дебютировал в 1976 году, опубликовав рецензию «Два „штриха“ к знакомому портрету» на сборник Рэя Брэдбери «Р — значит ракета». В 1980 году вышла и сразу же стала дефицитом книга Вл. Гакова «Виток спирали. Зарубежная научная фантастика 60—70-х годов» — первая в СССР масштабная обзорно-аналитическая работа о современной западной фантастике, в частности о «Новой волне». 
Автор статей о советской фантастике для «Энциклопедии фантастики» под редакцией Питера Николса (1993), антологии «Фантастика века» (1995), «XX век. Хроника человечества» (2002) и других, а также предисловий к сборникам фантастики и многочисленных статей о фантастике. Книги Вл. Гакова переводились на многие языки мира и издавались в США, Германии, Швеции. На сегодняшний день он является крупным специалистом по русской и зарубежной фантастике. Опубликовал сотни статей и обзоров, посвящённых как истории и отдельным аспектам фантастической литературы, так и творчеству отдельных авторов. Под его редакцией вышла первая и единственная в России «Энциклопедия фантастики. Кто есть кто» (1995), в которой он был и редактором-составителем, и автором большинства статей. Его перу также принадлежат несколько переводов зарубежной фантастической критики, а также перевод рассказа Рэя Брэдбери «Изгои».

### Книги
- Виток спирали. Зарубежная фантастика 60—70-х гг. — М.: Знание, 1980. — 64 с.
- Четыре путешествия на машине времени (Научная фантастика и её предвидение) — М.: Знание, 1980. — 192 с.
- «Темна вода во облацех…» — М.: Политиздат, 1987. — 128 с. — (Беседы о мире и человеке).
- Ультиматум: Ядерная война и безъядерный мир в фантазиях и реальности. — М.: Политиздат, 1989. — 347 с.
- Фантастика века / Сост. Вл. Гаков. — Минск: «Полифакт»,1995. — 618 с.
- XX век. Хроника человечества. — Москва: Олма-Пресс, 2002. — 623 с.: ил. — ISBN 5-224-03304-7
- Круглые даты 2003 года. — Москва: Олма-Пресс, 2003. — 384 с.
- Фантастическая судьба фантастических книг (не опубликована)
- Жизнь удалась? Как жили, сколько и на чём зарабатывали, сколько и на что тратили «старые русские». — Москва: Добрая книга, 2007. — 391 с. — ISBN 978-5-98124-200-7
- 2009 — Сто историй про большие деньги

### Составитель сборников
- 1975 — Воробьи Галактики (Galaxisspatzer, ГДР)
- Антология «Весна света» («Ljusets vår». —  Stockholm: Delta, 1977 г. / переводчик Йелль Ренстрём); в 1981 году вышла в США
- Сборник научной фантастики. Выпуск 21. — М.: Знание, 1979. — 256 с.
- Научная фантастика. — М.: Знание, 1980. — 384 с.
- 1981 — Весна мира (World ́s Spring, США)
- Благоустроенная планета (Gut eingerichtete Planeten: Phantastische Erzählungen / Umschlag- und Einbandentwurf: Olaf Nehmzow; Herausgegeben von W.Gakow. — Berlin: Verlag Das Neue Berlin, 1982. — 308 S.)
- 1985 — Научная фантастика (2-е изд.)
- Другое небо. — М.: Издательство политической литературы, 1990. — 576 с.
- День гнева. — М.: Знание, 1992. — 320 с.
- Бесконечная игра. — М.: Знание, 1992. — 272 с.
- Урсула Ле Гуин. Левая рука Тьмы. — М.: Радуга, 1992. — 384 с.
- Энциклопедия фантастики. — Минск: Галаксиас, 1995. — 694 с.
- Фантастика века / Сост. Вл. Гаков. — Минск: «Полифакт»,1995. — 618 с.
- Теодор Старджен. Избранное: В 2 т. — М.: Полифакт — МИГ, 1996. — 416 с.

## Награды и звания
- 1977 — Приз имени Жюля Верна — за антологию советской научной фантастики «Весна света», вышедшую в Швеции
- 1982 — премия «Великое Кольцо» за вклад в фантастику
- 1997 — Мемориальный приз имени В. И. Бугрова коллективу авторов «Энциклопедии фантастики» во главе с Вл. Гаковым
- 1998 — номинация на премию «Интерпресскон» за цикл статей по истории американской фантастики
- 1998 — премия «Мраморный фавн» за цикл статей о зарубежной фантастике XX века
- 1999 — диплом «Сигма-Ф» за статью «Бей жукоглазых!»: Кинокритика («Видеодром»)
- 2000 — диплом «Сигма-Ф» за статью «Зловещий Оскар Голливуда»: Кинокритика («Видеодром»)
- 2003 — диплом «Сигма-Ф» за статьи «Хранители отправляются в дорогу»  и «Писатель, бегущий по лезвию»: Кинокритика («Видеодром»)